# ТЕС Сомертон
ТЕС Сомертон — теплова електростанція на південному сході Австралії.
У 2003 році на майданчику станції ввели в дію чотири встановлені на роботу у відкритому циклі газові турбіни потужністю по 40 МВт. Вони належали до розробленого General Electric типу Frame 6, але були виготовлені за ліцензією компаніями Alstom та Thomassen International і до переміщення на майданчик у Сомертоні їх використовували інші електростанції.
Як паливо станція використовує природний газ, що може надходити до Мельбурну по трубопроводах Лонгфорд – Мельбурн та Айона – Мельбурн.
Для видалення продуктів згоряня кожна турбіна отримала димар заввишки 15 метрів.